# Tanorexie
Tanorexie je psychická porucha spočívající v chorobné závislosti na tom, aby si člověk udržel vzhled opálené kůže. Vede k nezřízenému opalování nebo k častým návštěvám solárií. Postihuje zejména dívky nebo mladé ženy.
Příznaky tanorexie trpí podle amerického průzkumu asi 12 % uživatelů solárií z řad studentů.